# John Owoeri
John Owoeri (* 13. Januar 1987 in Warri) ist ein nigerianischer Fußballspieler.

## Verein
John Owoeri debütierte 2004 für Bendel Insurance im Erwachsenenbereich, anschließend wechselte er nach Europa zum niederländischen Klub Feyenoord Rotterdam. Hier kam er nur zu je einem Einsatz in der Eredivisie sowie dem UEFA-Pokal 2005/06, so dass ihn der Klub Anfang 2006 nach Belgien zum KVC Westerlo verlieh. Im Jahr 2006 kehrte Owoeri nach Nigeria zurück und schloss sich dem FC Enyimba an. 2007 gewann er den Meistertitel in der Nigeria Professional Football League. 2009 zog er innerhalb der Liga zum Heartland FC weiter, wo er jedoch nur eine Spielzeit blieb. Anschließend ging er nach Ägypten zum Ismaily SC, für den er zwei Jahre auflief. Im Sommer 2012 zerschlug sich ein Wechsel in die Major League Soccer, anschließend wechselte er erneut nach Nigeria zum Sunshine Stars FC. Sein Aufenthalt dauerte jedoch nur drei Monate, ehe er sich dem Ligakonkurrenten Warri Wolves FC anschloss. Im März 2013 wechselte Owoeri erneut nach Europa, kurz vor Ende der Winterwechselperiode nahm ihn der schwedische Klub Åtvidabergs FF unter Vertrag. In der Allsvenskan pendelte er zunächst zwischen Startformation und Ersatzbank, dennoch bestritt er in der Spielzeit 2013 22 der möglichen 30 Saisonspiele. Anschließend etablierte er sich als Stammspieler und war in der Folgesaison mit acht Saisontoren hinter Ricardo Santos zweitbester vereinsinterner Torschütze. In der Spielzeit 2015 erzielte er zwar sechs Saisontore, dennoch stieg der Klub am Saisonende in die zweitklassige Superettan ab. Owoeri wechselte innerhalb der Allsvenskan zum Göteborger Klub BK Häcken. Hier avancierte er zum regelmäßigen Torschützen, mit 17 Saisontoren erzielte er nahezu jedes dritte der 58 Saisontore des Klubs. Damit kürte er sich zum Torschützenkönig der Meisterschaft, dennoch reichte es dem drittbesten Angriff der Liga nur zum zehnten Tabellenplatz. Seit 2016 stand er bei verschiedenen Vereinen in China unter Vertrag, zuerst bei Baoding Yingli Yitong, Shanghai Shenxin, Nei Mongol Zhongyou und dann spielte er für Shaanxi Chang’an Athletic. Die Saison 2020 stand er dann bei Beijing Sport University FC unter Vertrag. Anschließend war Owoeri über 16 Monate vereinslos, ehe ihn im April 2022 der finnische Erstligist IFK Mariehamn verpflichtete. Für den Verein aus Mariehamn bestritt er 22 Ligaspiele. Hierbei erzielte er elf Tore. Ende Dezember 2022 wurde sein Vertrag nicht verlängert. Wo er von Januar 2023 bis Juli 2024 gespielt hat, ist unbekannt. Ende Juli 2024 nahm ihn der thailändische Drittligist Bankhai United FC unter Vertrag. Mit dem Verein aus Ban Khai spielte er einmal in der Eastern Region der Liga. Im Januar 2025 wechselte er in die Central Region. Hier schloss er sich dem Kasem Bundit University FC an.

## Nationalmannschaft
Owoeri nahm an der U-20-Weltmeisterschaft 2005 in den Niederlanden teil, dabei bestritt er alle sechs Partien auf dem Weg zum Endspiel und erzielte beim Viertelfinalerfolg der nigerianischen U-20-Auswahlmannschaft über die niederländische U-20-Nationalauswahl ein Tor. Seinen einzigen Einsatz für die A-Nationalmannschaft hatte Owoeri auswärts am 10. Oktober 2010 gegen Guinea in Conakry. Er wurde in der 60. Minute für Stephen Sunday eingewechselt und Nigeria verlor das Qualifikationsspiel zum Afrika-Cup 2012 mit 0:1.

## Erfolge
- Nigerianischer Meister: 2007
- Nigerianischer Pokalsieger: 2009
- Schwedischer Pokalsieger: 2016

## Auszeichnungen
- Schwedischer Torschützenkönig: 2016 (17 Tore)